# Kossuth
Kossuth és una població dels Estats Units a l'estat de Mississipi. Segons el cens del 2000 tenia 170 habitants.

## Demografia
Segons el cens del 2000, Kossuth tenia 170 habitants, 73 habitatges, i 57 famílies. La densitat de població era de 68,4 habitants per km².
Dels 73 habitatges en un 26% hi vivien nens de menys de 18 anys, en un 74% hi vivien parelles casades, en un 1,4% dones solteres, i en un 21,9% no eren unitats familiars. En el 20,5% dels habitatges hi vivien persones soles l'11% de les quals corresponia a persones de 65 anys o més que vivien soles. El nombre mitjà de persones vivint en cada habitatge era de 2,33 i el nombre mitjà de persones que vivien en cada família era de 2,67.
Per edats la població es repartia de la següent manera: un 18,2% tenia menys de 18 anys, un 4,7% entre 18 i 24, un 25,9% entre 25 i 44, un 34,7% de 45 a 60 i un 16,5% 65 anys o més.
L'edat mediana era de 46 anys. Per cada 100 dones de 18 o més anys hi havia 98,6 homes.
La renda mediana per habitatge era de 38.750 $ i la renda mediana per família de 40.714 $. Els homes tenien una renda mediana de 29.875 $ mentre que les dones 23.750 $. La renda per capita de la població era de 21.131 $. Entorn del 2,9% de les famílies i el 3,2% de la població estaven per davall del llindar de pobresa.

## Poblacions més properes
El següent diagrama mostra les poblacions més properes.